# Ortonville (Michigan)
Pour les articles homonymes, voir Ortonville.
Ortonville est un village du comté d'Oakland, dans l'État du Michigan, aux États-Unis. En 2020, il comptait une population de 1 376 habitants.